# María José Cantudo
María Purificación Josefa Cantudo Porcel, conocida como María José Cantudo (Andújar, Jaén, 10 de julio de 1951) es una actriz y vedette española. Tuvo su mayor esplendor en la década de los setenta, donde trabajaba como presentadora en el programa ¡Señoras y señores! de TVE.

## Biografía
Hija de Antonio Cantudo Padilla, empleado de Renfe, y de Araceli Porcel. Nació en Andújar en 1951 (ella niega el año, pero sin indicar el correcto) y creció en Puente Genil (Córdoba); era la mayor de cuatro hermanos, dos varones, Antonio y Jesús, y una mujer, Francisca Araceli. Durante su adolescencia, residió con su familia un tiempo en Almería. 
El empresario hostelero Carlos del Val la anima y apoya para que emprenda una carrera artística en Madrid. Sus comienzos en 1971-1972 son como modelo publicitaria y actriz de fotonovela, género en el que adquiere cierta popularidad. Valerio Lazarov se fija en ella y la contrata para presentar el programa televisivo ¡Señoras y señores! (1974-75), junto a Ángela Carrasco.
Inició su carrera cinematográfica en 1973 con las películas El espanto surge de la tumba y Autopsia, pero alcanzó su primer éxito a las órdenes de Jorge Grau en La trastienda (1976), donde protagonizó el primer desnudo integral femenino (visto a través de un espejo) del cine español. Se la etiquetó a su pesar en el género de destape y continuó trabajando, entre otros, con Antonio Mercero (Las delicias de los verdes años, 1976), de nuevo con Grau (El secreto inconfesable de un chico bien, 1976), José Luis Merino (Marcada por los hombres, 1976), León Klimovsky (Secuestro, 1976), Tonino Ricci (Pasión, 1977), Jacinto Molina (El huerto del francés, 1978), Omiros Efstratiadis (La amante ambiciosa, 1982) y Rafael Villaseñor (Piernas cruzadas, 1983).
Consciente de sus escasas oportunidades cinematográficas (en 1983 no supera las pruebas exigidas por Carlos Saura para protagonizar Carmen), decide centrarse en el teatro, especialmente en el musical o revista. Protagoniza con gran éxito Las Leandras desde 1978 y consigue cierto prestigio como actriz o productora de Doña Mariquita de mi corazón (1985), Ya tenemos chica (1991), Mariquilla Terremoto (1996), Ventolera (1999) y El baile, de Edgar Neville (2001).
En televisión ha participado en las series Eva a las diez, La comedia musical española, Ay, Señor, Señor y Cuéntame cómo pasó. Apareció en la serie de Telecinco La que se avecina interpretándose a sí misma en un capítulo de la cuarta temporada.
En 1973 se casó con el cantante y actor Manolo Otero, padre de su único hijo, Manuel (n. 1974). Separados en 1978, ha estado ligada sentimentalmente al actor Pedro Ruiz y al empresario artístico Enrique Cornejo.
En 2013 fue designada miembro honorario de la Unesco por su labor filantrópica.
En la Semana Santa de 2023 debuta como costalera del Cristo de los Alabarderos.

## Filmografía y televisión
- 1973 El espanto surge de la tumba de Carlos Aured
- 1973 Autopsia de Juan Logar
- 1974 El asesino no está solo de Jesús García de Dueñas
- 1974 El último proceso en París de José Canalejas
- 1974 Siete chacales de José Luis Madrid
- 1975 El secreto inconfesable de un chico bien de Jorge Grau
- 1975 Las alegres vampiras de Vögel de Julio Pérez Tabernero
- 1976 La trastienda de Jorge Grau
- 1976 Señoritas de uniforme de Luis María Delgado
- 1976 Las delicias de los verdes años de Antonio Mercero
- 1976 Los hijos de... Luis María Delgado
- 1976 Marcada por los hombres de José Luis Merino Boves
- 1976 Secuestro de León Klimovsky
- 1977 Pasión de Tonino Ricci
- 1978 El huerto del francés de Paul Naschy
- 1980 Las mujeres de Jeremías de Tito Fernández
- 1982 La amante ambiciosa de Omiros Efstratiadis
- 1982 Las chicas del bingo de Julián Esteban
- 1983 Inseminación artificial de Arturo Martínez
- 1983 Piernas cruzadas de Rafael Villaseñor
- 1983 Sangre en el Caribe de Rafael Villaseñor
- 1988 Campanadas en TVE desde México
- 2001 Cuéntame cómo pasó
- 2010 La que se avecina
- 2010 El hombre que vio llorar a Frankenstein de Ángel Agudo

## Trabajos publicados
- La trastienda de una actriz (2016).[13] ISBN 9788496613928